# 門達
門達，豐潤（今河北省唐山市豐潤区）人。明朝官吏，官至錦衣衛掌衛事。

## 生平
門達承襲父親職位為錦衣衛百戶。他個性機警沉鷙。正統末年，門達晉升為千戶，審理鎮撫司刑獄。後來，升任指揮僉事，因受牽連被撤職。景泰七年(1456年)，門達得以復官，佐理錦衣衛事務兼鎮撫司刑獄。天順元年（1457年），門達以參與「奪門之變」的功績，晉升為錦衣衛指揮同知。不久晉升指揮使，專任理刑官。千戶謝通來自浙江，輔佐門達處理鎮撫司事務，他用法寬仁，門達很倚信他。重案多能得以平反，有罪之人以被下到禁獄為幸，朝中士大夫一致稱讚門達賢明。明英宗朱祁鎮因顧慮外臣結黨營私，所以想知道外面的事，倚仗錦衣衛官校為耳目，由此逯杲大受寵幸，門達反被他利用。
逯杲是安平人，他以錦衣衛校尉成為門達和指揮劉敬的心腹，隨從「奪門之變」。朱祁鎮大治奸黨時，逯杲綁住錦衣衛百戶楊瑛，說他是張永的親屬，他還在朝廷上抓住劉勤，上奏說他誹謗朱祁鎮，結果這兩人都被誅殺。逯杲得楊善的推薦，被授予錦衣衛百戶，後以捕妖賊之功，晉升為副千戶。又得曹吉祥的推薦，升為指揮僉事。朱祁鎮因逯杲倔強勇猛，很重用他，逯杲於是刺取群臣的細小過失來迎合朱祁鎮的旨意。英國公張懋、太平侯張瑾、外戚會昌侯孫繼宗兄弟都侵奪官田，逯杲上奏彈劾，迫使他們還田於官府。張懋等人都服罪才罷休。石亨仗着受朱祁鎮寵愛而多行不法之事，朱祁鎮漸漸厭惡他，逯杲立即刺探石亨的不法之事。石亨的侄子石彪有罪入獄，逯杲受命赴大同押解他的黨羽都指揮朱諒等七十六人。逯杲趁機揭發石彪的弟弟石慶其他罪行，牽連到的人都被判罪，逯杲升為指揮同知。第二年他又上奏石亨怨望不滿，心懷不軌，石亨被下獄而死。有詔書說全部革去「奪門」之功，門達、逯杲說：「臣等都是特恩，並非是因石亨之故得以起用。」朱祁鎮頒優詔讓他們留任，而因逯杲揭發石亨的奸狀，更加倚重他。
逯杲勢力進一步膨脹，已出於門達之上。他上奏要派校尉四處刺探，文武大吏、富家高門多向他進獻妓樂貨財，以求獲免，連親藩郡王也不例外。沒有送來賄賂的人逯杲就抓住交給門達，嚴刑逼供成獄。天下朝覲官員大半遭到譴責，一人被逮捕，數個大家族立即破產。四方的一些奸民詐稱是校尉，乘坐驛車縱橫不法，無所顧忌。彭城伯張瑾借葬妻稱病不上朝，而與諸公侯在家中飲酒。逯杲上奏彈劾，張瑾幾乎獲重罪。逯杲所派的校尉誣陷寧府弋陽王朱奠監母子亂倫，朱祁鎮派官前往調查，事已查清，靖王朱奠培等人也說此事沒有證據。朱祁鎮怒責逯杲，逯杲卻堅持自己的意見，結果朱祁鎮竟將朱奠監母子賜死。當抬屍出來時，天降雷雨，平地水深數尺，人們都認為此事冤枉。指揮使李斌曾陷害殺死弘農衛千戶陳安，被陳安的家人投訴，朱祁鎮交由巡按御史邢宥複審，石亨曾囑咐邢宥減輕李斌的罪行。此時有一位校尉說：「李斌一向藏有妖書，說他的弟弟李健應當有大位，想暗中勾結外番為石亨報仇。」逯杲將此事上報，將李斌投進錦衣衛監獄，門達判處李斌犯謀反之罪。朱祁鎮兩次命廷臣會審，他們都怕逯杲而不敢為他平反。李斌兄弟被處以極刑，牽連而死的有二十八人。
逯杲本由石亨、曹吉祥得以進用，他先攻擊石亨致死，又上奏曹吉祥和其侄子曹欽的陰謀，曹吉祥、曹欽非常怨恨他。天順五年(1461)七月，曹欽造反，衝進逯杲家中殺了他，取下他的首級而去。亂事平息後，逯杲贈官為指揮使，給他的兒子指揮僉事的俸祿。
當時門達已執掌錦衣衛事務，仍兼理刑官。逯杲被殺後，門達以守衛之功，進升為都指揮僉事。當初，逯杲在門達左右供事，到他得志時便非常放肆。門達很憤怒，極力將他逐出。逯杲不久復官，便想排擠門達，門達惴惴不安，不敢妄為。逯杲死後，門達勢力便發展了起來。他想仿逯杲之所為，進一步廣布旗校於四方。由此告發的人日漸增多，中外官民重足而立，朱祁鎮更以為門達能幹。
外戚都指揮孫紹宗和軍士六十七人假冒討伐曹欽之功，門達揭發此事。孫紹宗被斥責，其他的都被下獄。盜賊偷竊戶部山西司的庫金，巡城御史徐茂彈劾郎中趙昌、主事王王圭、徐源疏於防範。門達治理此事，把他們都下獄貶官。門達因囚犯多而獄舍少，無法容納，便請在城西的武邑庫空地增建牢房，報告亦被批准。御史樊英、主事鄭英犯貪污罪，給事中趙忠等人不以實報。門達彈劾他徇私情，趙忠也被下獄貶官。給事中程萬里等五人值班守登聞鼓，有個軍士的妻子來訴冤，正值齋戒，程萬里等人不為她上奏。門達彈劾這些人蒙蔽朱祁鎮，詔令交由門達處理。過後，門達又彈劾南京戶部侍郎馬諒、左都御史石璞、掌南京府忻城伯趙榮、都督同知范雄、張斌年老昏聵，使他們都被罷免。裕州百姓上奏知州秦永昌穿黃衣閱兵。朱祁鎮大怒，命門達派官調查，抄沒其財產，並誅殺秦永昌，榜示天下。他還逮捕布政使侯臣、按察使吳中以下以及前後巡按御史吳琬等四人入獄，侯臣等人被罰俸，吳琬等人被貶為縣丞。御史李蕃按察宣府，有人告發李蕃擅自鞭打軍職人員，用軍容迎送。御史楊琎按察遼東，韓琪按察山西，校尉說他們作威作福。這些人都交由門達處理，李蕃、韓琪被戴枷鎖而死。陝西督儲參政婁良、湖廣參議李孟芳、陝西按察使錢博、福建僉事包瑛、陝西僉事李觀、四川巡按田斌、雲南巡按張祚、清軍御史程萬鍾和刑部郎中馮維、孫瓊、員外郎貝鈿、給事中黃甄，都被校尉所告發而下獄。包瑛為官清白，因此不勝憤怒，自縊而死，其他人多被遣徒去戌守邊境。湖廣生員馬雲犯罪被廢黜，他詐稱錦衣衛錦撫，奉命葬親，布政使孫毓等八人都送來財物助祭。事情被發覺之後，法司請逮捕審問，但終不加罪給馬雲。門達初時想行督責之術，他的同僚呂貴說：「武臣不易侵犯，曹欽的結局可以為鑑。只有文臣才易於裁決。」門達同意他的看法，所以文臣所受的禍害尤為酷烈。
都指揮袁彬仗着對朱祁鎮舊恩，不肯居門達之下。門達深恨他，他訪知袁彬的妾侍之父千戶王欽騙人財物，便奏請將袁彬下獄，判自贖徒刑還職。有一人名為趙安，最初作為錦衣衛力士給袁彬辦事，後被貶戍守鐵嶺衛，被赦回後，改做府軍前衛，因有罪被下到詔獄。門達判趙安改補府軍是由於袁彬請託的緣故，於是再次逮捕袁彬，進行拷打，誣陷袁彬受石亨、曹欽的賄賂，用官家木材建私宅，向督工的宦官索要磚瓦，以及奪人子女為妾等罪名。軍匠楊塤不平，擊登聞鼓為袁彬訴冤，言語連及門達，詔令並交門達審理。當時，門達忌妒大學士李賢受寵，又多次規勸自己，便曾在朱祁鎮面前誣陷他，說李賢接受陸瑜的黃金，為他求取尚書一職。朱祁鎮懷疑了，半年仍不下詔書。至此，門達拷打楊塤，教他引出李賢，楊塤即謊稱：「這是李學士教我幹的。」門達非常高興，立即上奏朱祁鎮，請求法司在午門外會審楊塤。朱祁鎮派宦官裴當監視。門達想抓住李賢一起審訊，裴當說：「大臣不可辱！」門達這才罷休。到審訊時，楊塤說：「我不過是個小人物，怎能見到李學士？這都是門錦衣教我的。」門達氣色沮喪，話都說不出來，袁彬也歷數門達納賄的情狀。法司害怕門達而不敢上報，結果仍判袁彬絞刑，以財產贖死罪。楊塤論斬。朱祁鎮下命袁彬贖完後調到南京錦衣衛，而禁錮楊塤。
翌年，朱祁鎮病重，門達知道東宮局丞王綸必得掌權用事，便預先與他結納。不久，憲宗朱見深即位，王綸卻被贬職，門達被判充軍至貴州都勻，帶俸差操。門達即將出發時，言官紛紛上疏彈劾他的罪行。朱見深命將他逮捕治罪，判處斬刑，關進獄中，抄沒他的資產數萬。指揮張山因同謀殺人，被判了同罪。他的兒子序班門升、侄兒千戶門清、女婿指揮楊觀和他的黨羽都指揮牛循等九人，都被遣戍或降職。後當審錄，朱見深下命寬恕門達，發往充軍至廣西南丹戌衛，其後逝世。